# Cittura
Cittura – rodzaj ptaków z podrodziny łowców (Halcyoninae) w obrębie rodziny zimorodkowatych (Alcedinidae).

## Zasięg występowania
Rodzaj obejmuje gatunki występujące na Celebesie i okolicznych wyspach (Wyspy Sangihe i Lembeh).

## Morfologia
Długość ciała około 28 cm.

## Systematyka
Rodzaj zdefiniował w 1848 roku niemiecki paleontolog i zoolog Johann Jakob Kaup w artykule poświęconym rodzinie zimorodkowatych opublikowanym na łamach Verhandlungen des Naturhistorischen Vereins für das Großherzogthum Hessen und Umgebung. Gatunkiem typowym jest (oryginalne oznaczenie) liliouch płowy (C. cyanotis).

### Etymologia
Cittura: gr. κιττα kitta ‘sroka’ (tj. długi); ουρα oura ‘ogon’.

### Podział systematyczny
Do rodzaju należą następujące gatunki:
- Cittura sanghirensis Sharpe, 1868 – liliouch czarnoczelny
- Cittura cyanotis (Temminck, 1824) – liliouch płowy